# Václav Krška (Regisseur)
Václav Krška (* 7. Oktober 1900 in Písek; † 17. November 1969 in Prag) war ein tschechoslowakischer Filmregisseur, Drehbuchautor und Schriftsteller.

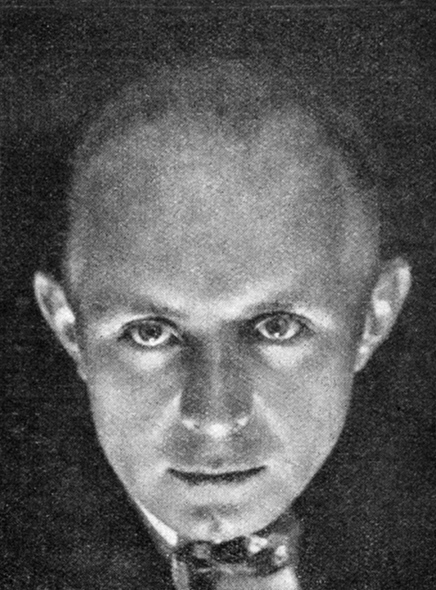
Václav Krška (1930)

## Laufbahn
Krška wurde als einziger Sohn eines Metzgers und Gastwirts geboren, der bald darauf starb. Er besuchte zeitweise das Gymnasium in seiner Geburtsstadt, zog aber nach Heřmaň, nachdem seine Mutter den wohlhabenden Müller und Gutsbesitzer Josef Martínek geheiratet hatte. Nach dem Tod des Stiefvaters 1927 bewirtschaftete er die Mühle selbst, gab diese aber nach dem Tod der Mutter 1937 ab. Anschließend lebte er abwechselnd in Písek und Prag.
Krška zeigte schon in jungen Jahren künstlerisches Interesse. Er war mit Fráňa Šrámek befreundet. widmete sich selbst der Literatur und schrieb mehrere Romane und Dramen. Außerdem bearbeitete er 1939 Šrámeks Werk  Stříbrný vítr für das  Píseker Theater. Im selben Jahr adaptierte er seinen eigenen Roman Odcházeti s podzimem zu dem Film Ohnivé léto, bei dem er zusammen mit František Čáp Regie führte. Zu dessen Produktion Nachtfalter (1941) schrieb Krška das Skript.
Aufgrund homosexueller Handlungen saß er während der Besetzung der Tschechoslowakei durch das Deutsche Reich zeitweise in Haft.
1944 setzte Krška seine Regielaufbahn mit der Komödie Kluci na řece fort, an der Jiří Slavíček als Co-Regisseur und -Drehbuchautor beteiligt war. Krška drehte von da an bis zu seinem Tod regelmäßig Filme und verfasste z. T. auch deren Dialoge. Sein Gesamtwerk umfasst zahlreiche Biografien, so z. B. Aus meinem Leben (1955) über Bedřich Smetana. Krškas Verfilmung von dessen Oper Dalibor lief bei den Internationalen Filmfestspielen von Cannes 1956. Außerdem drehte er Dramen und Märchenfilme und arbeitete einige Male mit dem Komponisten Jiří Srnka zusammen. Neben Kinofilmen realisierte Krška auch vereinzelt Fernsehprojekte.
Er wurde mehrfach ausgezeichnet, u. a. 1967 mit dem Titel Verdienter Künstler der ČSSR. Der beim Internationalen Studentenfilmfestival in Písek vergebene Preis ist nach ihm benannt.
Krškas Grab befindet sich in seinem ehemaligen Wohnort Heřmaň.

## Filmografie (Auswahl)
- 1947: Die Geige und der Traum (Housle a sen) (auch Drehbuch)
- 1949: Frühlingsstürme (Revolucni rok 1848)
- 1951: Das Werk eines Lebens (Posel úsvitu) (auch Drehbuch)
- 1952: Ein Rebell (Mikoláš Aleš) (auch Drehbuch)
- 1953: Junge Jahre (Mladá léta) (auch Drehbuch und Nebendarsteller)
- 1953: Mond über dem Fluß (Měsíc nad řekou) (auch Drehbuch)
- 1955: Aus meinem Leben (Z mého života) (auch Drehbuch)
- 1956: Dalibor
- 1957: Der falsche Prinz (Labakan) (auch Drehbuch)
- 1957: Eine Legende über die Liebe (Legenda o lásce) (auch Drehbuch)
- 1959: Kurz vor Mitternacht (Cesta zpátky)
- 1961: Junge Liebe (Osení) (auch Drehbuch)
- 1961: Haus ohne Sonne (Kde řeky mají slunce) (auch Drehbuch)
- 1964: Rebellion im Standesamt (Komedie s Klikou)
- 1966: Die letzte Rose des Casanova (Poslední růže od Casanovy)
- 1968: Verlobung auf der Durchreise (Jarní vody) (auch Drehbuch)